# Лаокоон (Одесса)
Скульпту́ра «Лаоко́он» — мраморная скульптура, копия знаменитой скульптуры «Лаокоон и его сыновья», установленная в Одессе перед зданием Одесского археологического музея.

## История появления скульптуры
Скульптура была изготовлена по заказу крупного одесского предпринимателя (впоследствии — городского головы Одессы) Г. Г. Маразли для украшения его дачи, которая располагалась в окончании Французского бульвара, на территориях Одесского ботанического сада и санатория имени Чкалова. Путешествуя по Европе, Г. Г. Маразли увидел картину Эль Греко «Лаокоон» (ныне находится в Национальной галерее искусства в Вашингтоне) и даже желал приобрести её, но, посетив Ватикан, был впечатлён древнегреческой скульптурой «Лаокоон и его сыновья», копию которой и заказал себе.
После Октябрьской революции 1917 года, на основании декретов советской власти, скульптурная группа была национализирована, как и другое недвижимое имущество, и шесть раз перевозилась с места на место. В середине 1920-х годов городские архитекторы М. В. Замечек и М. Ф. Безчастнов предложили городским властям украсить городские скверы и парки скульптурами, конфискованными у представителей бывшей торгово-аристократической элиты. Так в городском ландшафте появились скульптуры «Амур и Психея» в Пале-Рояле; «Лев» и «Львица» в Городском саду и другие. В 1924 году вечерний выпуск «Одесских известий» сообщил: «Лаокоон будет установлен на бульваре Фельдмана». В 1927 году эта скульптура была установлена в сквере возле Дома культуры армии и флота (бывшее здание Офицерского собрания Одесского военного округа), что располагался на пересечении улиц Преображенской и Спиридоновской. При этом печать острила, что на новом месте Лаокоон будет страдать не только от змей, но и от грязи. На новом месте скульптура часто подвергалась актам вандализма.
В 1969 году, по предложению Чернякова И. Т., было решено переместить скульптуру к Археологическому музею. Скульптуру демонтировали, но только в 1971 году она появилась на новом месте, где и находится по настоящее время. При этом она по-прежнему становится жертвой вандалов. Общественность предлагала установить мраморный оригинал в залах археологического музея, а под открытым небом выставить копию из гипса или современных полимеров.